# Helen’s Reef

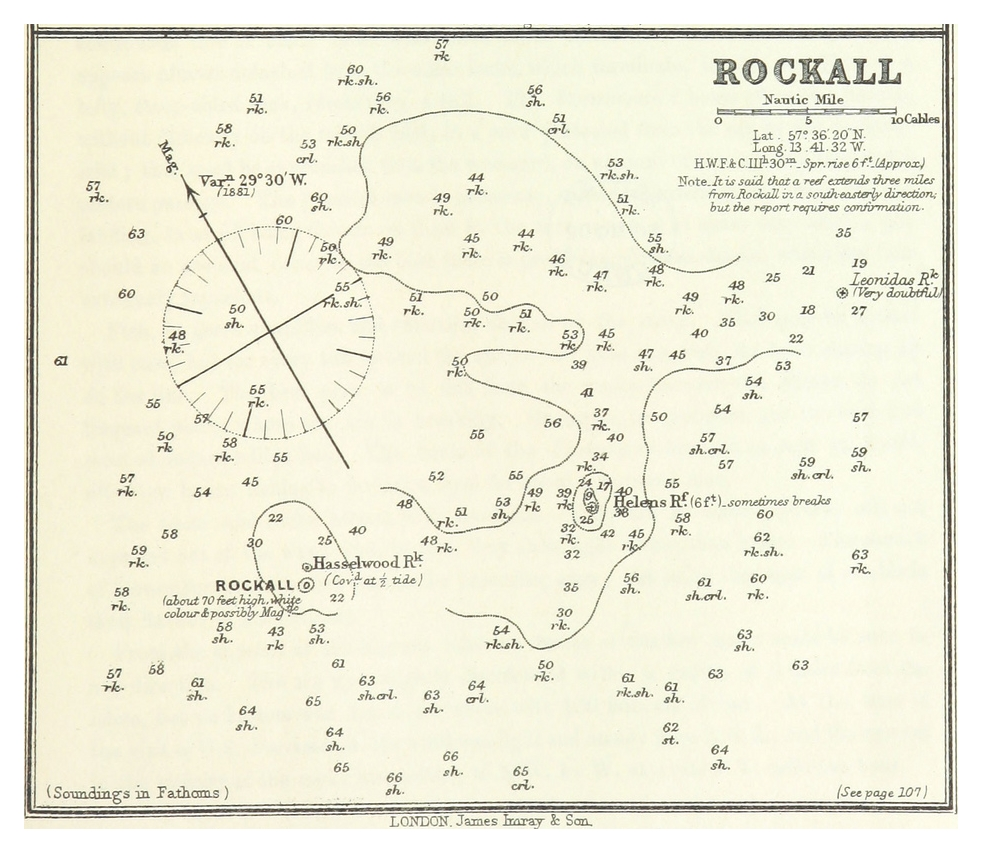
Helens Rf̣ östlich von Rockall

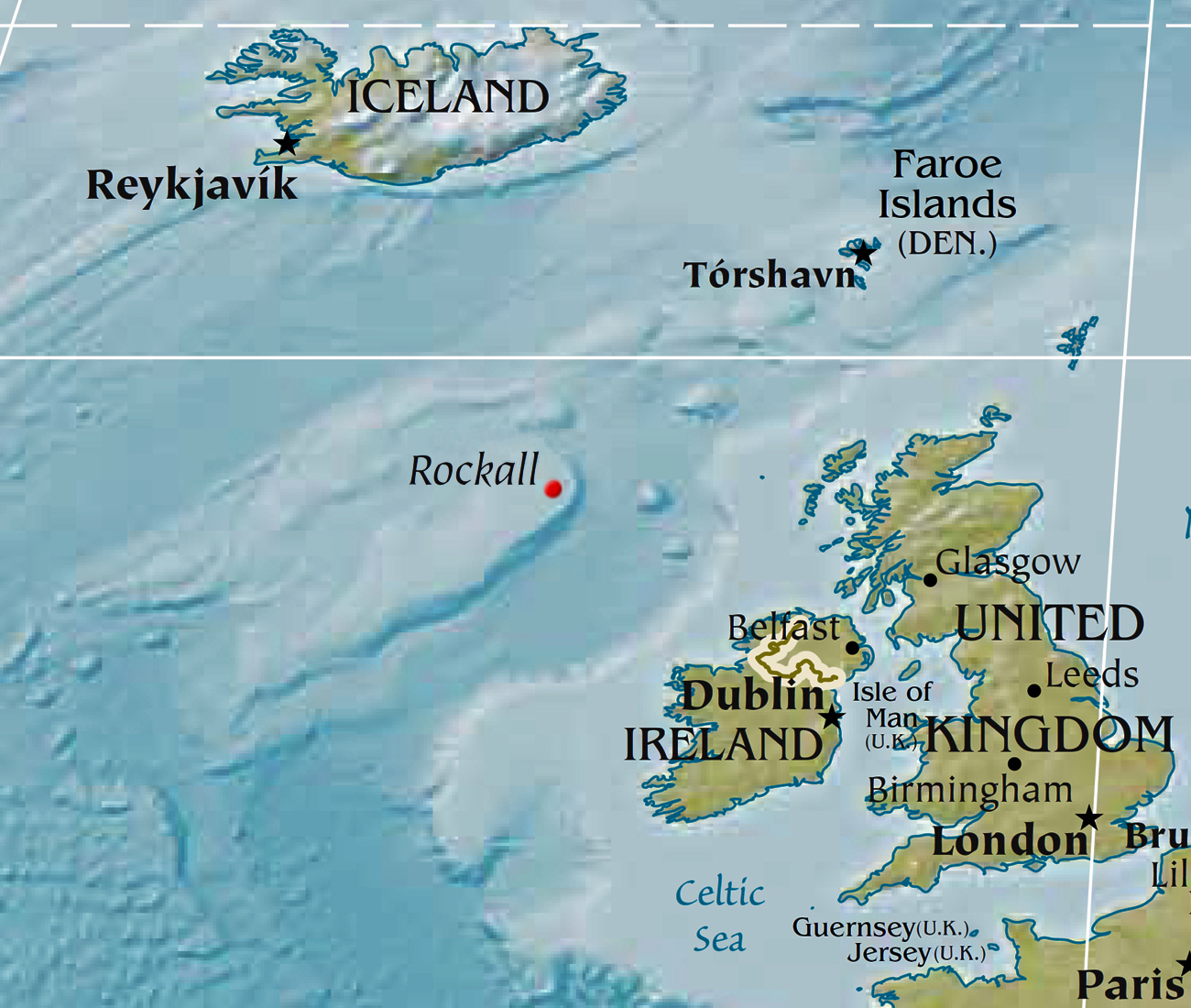
Großräumige Lage von Rockall

Helen’s Reef (engl. für: Helens Riff) ist eine Untiefe (untermeerische Aufragung) zwei Kilometer östlich der Felsinsel Rockall. Bei Niedrigwasser liegt das Riff üblicherweise knapp zwei Meter (6 Fuß) unter der Wasseroberfläche; bei starkem Niedrigwasser und/oder starkem Wellengang ist vom Helen’s Reef in Wellentälern manchmal ein kleiner, abgerundeter Fels sichtbar. Ansonsten ist die Untiefe, die bei Hochwasser bis circa 3,60 Meter (12 Fuß) unter dem Meeresspiegel liegt, über Wasser üblicherweise durch sich brechende Wellen zu erkennen. Je nach Wasserstand und Wetterlage können solche Wellen in einem bis zu 30 Meter breiten Bereich auftreten; nur bei ruhigem Wetter und Ostwind sind sie bloß in größeren zeitlichen Abständen zu sehen.
Das Riff ist Teil des Rockall-Plateaus, eines Mikrokontinents westlich der Hebriden. Es besteht somit nicht aus Gesteinen, die für die ozeanische Erdkruste typisch wären, sondern aus Material der kontinentalen Erdkruste. Verschiedene Gesteinsproben vom Riff belegen, dass es sich um einen olivinreichen Gabbro handelt, dessen Alter auf etwa 81 Millionen Jahre datiert wurde. Dabei weist das Gestein allerdings große Ähnlichkeit mit jüngeren Gabbros aus dem Paläogen auf, wie sie beispielsweise auf der Insel Skye oder St. Kilda vorhanden sind, so dass das kreidezeitliche Alter bezweifelt wurde. Eine weitere Datierung eines Basalts von der Rosemary Bank (Rockall Plateau) ergab jedoch wiederum ein Oberkreide-Alter (71 bis 69 Millionen Jahre, oder möglicherweise sogar noch etwas älter), das in diesem Fall durch zwischengelagerte Sedimente biostratigraphisch abgesichert ist.
In der Gegend der Untiefe wurde eine starke negative magnetische Anomalie festgestellt; sie wird wahrscheinlich durch lokal hohe Gehalte an ferromagnetischen Mineralen des Gesteins verursacht.

## Gefahr für die Schifffahrt und Namensherkunft
Für die Seefahrt hat Helen’s Reef seit Jahrhunderten eine ernstzunehmende Gefahr gebildet. Es wurde wiederholt als „sehr gefährlich“ (1848) oder auch als „wahrscheinlich die größte Gefahr“ aller Seefahrtshindernisse der Umgebung (1960) beschrieben.
Der erste bekannte menschliche „Kontakt“ fand möglicherweise 1686 statt, als ein Schiff hier oder am nahen Rockall Schiffbruch erlitt; die Überlebenden konnten sich bis St. Kilda (Schottland) retten.
Ihren Namen erhielt die Untiefe 1824, als die Brigantine Helen aus Dundee (nach anderen Angaben: Helen of Dundee) am 19. April 1824 unter ihrem Kapitän Thomas Erskine auf dem Weg nach Montréal (Kanada) bei Dunst auf das zuvor nicht bekannte Riff fuhr und leckschlug; Besatzung und Passagiere versuchten 13 Stunden lang, die Helen durch Pumpen zu retten, bis sie sie aufgeben mussten. Nachdem ein Beiboot beim Zuwasserlassen zerstört worden war, konnten sich nur die 12 Mann Besatzung und ein Passagier in zwei weiteren Booten retten und wurden von der Bark Flora (angeblich auf dem Weg von Danzig nach Liverpool) unter Kapitän Baker geborgen. 16 Passagiere – darunter 7 Frauen und Kinder – starben.
Nach manchen Angaben geriet eventuell bereits 1806 ein Schiff unter Kapitän Osborn aus Workington (Cumbria) in die Gegend des Riffs und entkam nur mit Mühe; ein Bericht aus dem Jahr 1825 legt allerdings nahe, dass es sich bei jenem Riff um Untiefen im Südosten (nicht: Nordosten) von Rockall gehandelt hat.
Das Scottish Geographical Magazine vermutete Jahrzehnte später, es sei „nicht unwahrscheinlich, daß zumindest einige der rätselhaften Fälle von verschollenen gut ausgerüsteten Schiffen, wie sie jedes Jahr vom Atlantik berichtet werden, mit diesen gefährlichen, unsichtbaren Riffen [einschließlich des Helen’s Reefs] in Verbindung stehen.“ Trotz der bekannten Gefahren waren weder das Helen’s Reef noch der nahe Felsen Rockall bis zu diesem Zeitpunkt mit Leuchtfeuern, Glocken oder Tonnen versehen worden; das Trinity House – die Leuchtfeuerverwaltung für England – teilte auf Anfrage mit, es sei nie angenommen worden, Rockall liege im rechtlichen Zuständigkeitsbereich (jurisdiction) der englischen Leuchtfeuerverwaltung.
Rockall blieb bis mindestens 1955 unbeleuchtet; erst gegen 1973 wurde bei Helen’s Reef ein Leuchtfeuer errichtet.